# Independence Avenue

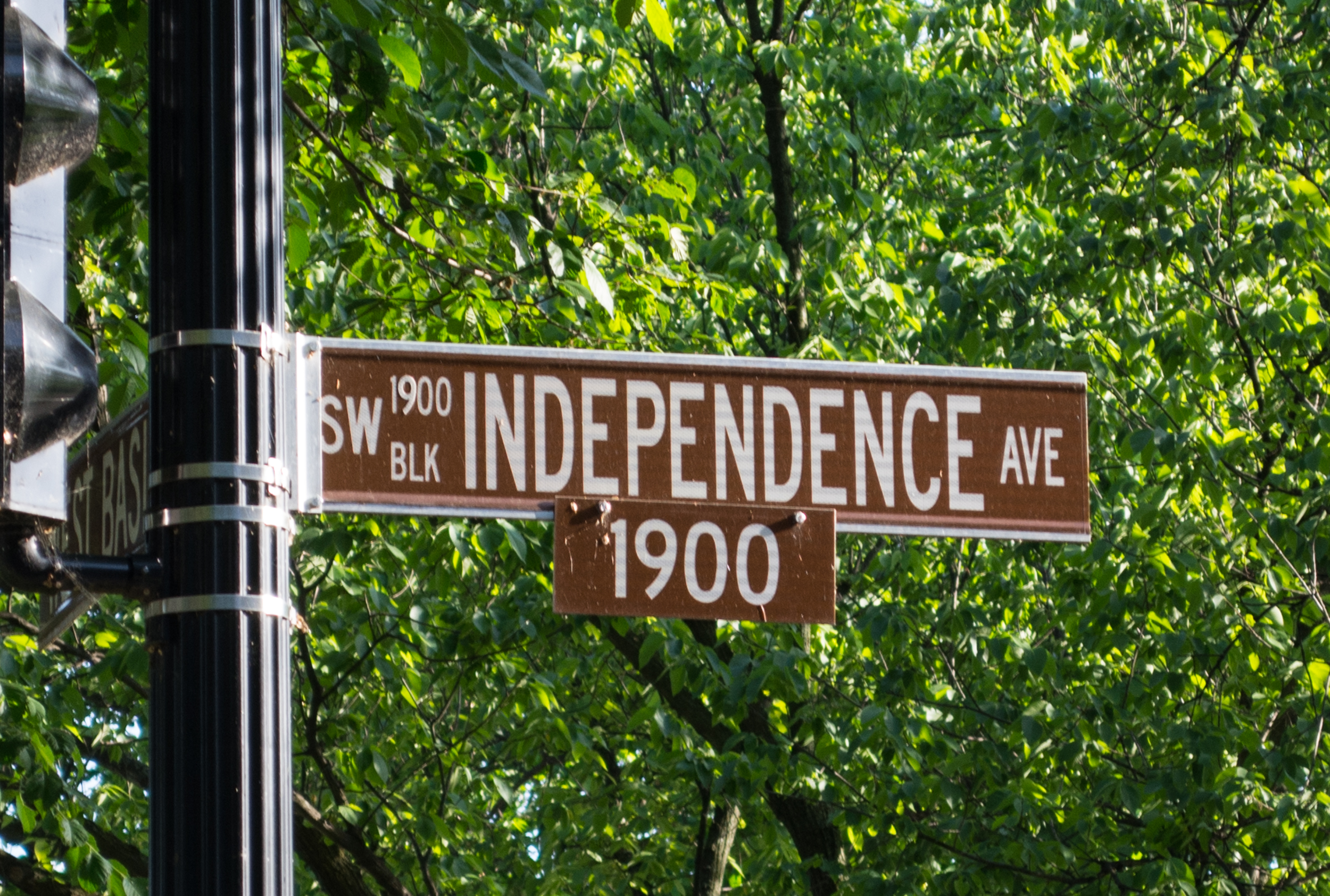
Panneau d'indication sur l'Independence Avenue.

Independence Avenue (« avenue de l'Indépendance »), nommée avant 1934 South B Street, est une rue principale est-ouest des quadrants Southwest et Southeast de la ville de Washington, aux États-Unis.
L'avenue passe juste au sud du Capitole des États-Unis. 